# Tisonia keraudrenae
Tisonia keraudrenae är en videväxtart som beskrevs av Jacques Désiré Leandri. Tisonia keraudrenae ingår i släktet Tisonia och familjen videväxter. Inga underarter finns listade i Catalogue of Life.